# Hlîbociok (Savran), Bârzula
Hlîbociok (în ucraineană Глибочок) este un sat în comuna Poleanețke din raionul Bârzula, regiunea Odesa, Ucraina.

## Demografie
Componența lingvistică a localității Hlîbociok
     Ucraineană (97,47%)
     Rusă (1,27%)
     Română (1,27%)
Conform recensământului din 2001, majoritatea populației localității Hlîbociok era vorbitoare de ucraineană (97,47%), existând în minoritate și vorbitori de rusă (1,27%) și română (1,27%).